# 道の駅南飛騨小坂
道の駅南飛騨小坂（みちのえき みなみひだおさか）は、岐阜県下呂市小坂町赤沼田にある岐阜県道437号湯屋温泉線の道の駅である。愛称は南飛騨小坂はなももである。名称は植物の花桃に由来する。

## 立地
駅のすぐ裏には小坂川が流れ、駅の西200mの県道沿いから御嶽山を望める。

## 主な施設
- 駐車場
  - 普通車：45台
  - 大型車：3台
  - 身障者用 : 1台
- トイレ（いずれも24時間利用可能）
  - 男：大 2器、小 4器
  - 女：6器
  - 身障者用：1器
- 公衆電話
- レストラン
- 売店
- 情報館
- 電気自動車急速充電器：30kW１機

## 休館日
- 年中無休

## アクセス
- 岐阜県道437号湯屋温泉線 - 登録路線

## 周辺
- 巖立峡
- 湯屋温泉
- 下島温泉